# آيت علي أو أعمر (آيت حمو بوشاون)
آيت علي أو أعمر هو دُوَّار يقع بجماعة بوشاوون، إقليم فكيك، جهة الشرق في المملكة المغربية. ينتمي الدوّار لمشيخة آيت حمو بوشاون التي تضم 4 دواوير. يقدر عدد سكانه بـ 377 نسمة حسب الإحصاء الرسمي للسكان والسكنى لسنة 2004.

## وصلات خارجية
- البوابة الوطنية للجماعات الترابية
- المندوبية السامية للتخطيط